# Bilou
L'illa de Bilou o Pilau (àrab: جزيرة بيلو, jazīrat Bīlū o Bīlaw) és una illa rocosa del nord de Tunísia, a la governació de Bizerta, enfront de la petita península de Raf Raf i de la ciutat turística del mateix nom. L'illa és anomenada també Kimminaria (àrab: جزيرة قمنارية, jazīrat Qimmināriyya, nom derivat de l'expressió قمة نارية, qimma nāriyya, ‘pic encès'). El nom Pilau és el nom local donat pels mariners (Hajret El Pilau, ‘Roca de Pilau’) transcrit com Bilou, Pilao, Bilau, Pilou i Pilau. Al sud-est, té l'ile Plane o illa Plana.